# Contrevoz
Contrevoz ist eine französische Gemeinde im Département Ain in der Region Auvergne-Rhône-Alpes. Sie gehört zum Kanton Belley im Arrondissement Belley.

## Lage
Die Gemeinde Contrevoz grenzt im Nordwesten und im Norden an Cheignieu-la-Balme, im Nordosten an Chazey-Bons mit Pugieu, im Osten an Andert-et-Condon, im Süden an Saint-Germain-les-Paroisses und im Westen an Innimond. Die Bewohner nennen sich Controvolats.

## Bevölkerungsentwicklung
| Jahr                       | 1962 | 1968 | 1975 | 1982 | 1990 | 1999 | 2009 | 2021 |
| Einwohner                  | 321  | 297  | 289  | 376  | 416  | 430  | 530  | 493  |
| Quellen: Cassini und INSEE |      |      |      |      |      |      |      |      |

## Sport
Im Jahr 2023 führte die Tour de France auf der 18. Etappe durch Contrevoz. In der Ortschaft Boissieu wurde auf der D 32 mit der Côte de Boissieu (362 m) eine Bergwertung der 4. Kategorie abgenommen, ehe die Strecke weiter nach Bourg-en-Bresse führte. Die Bergwertung sicherte sich der Norweger Jonas Abrahamsen.

## Sehenswürdigkeiten
- Kirche Saint-Romain
- Kapelle Sainte-Anne
- Camp des Portes, ein prähistorisches Oppidum in Contrevoz, seit 1913 Monument historique

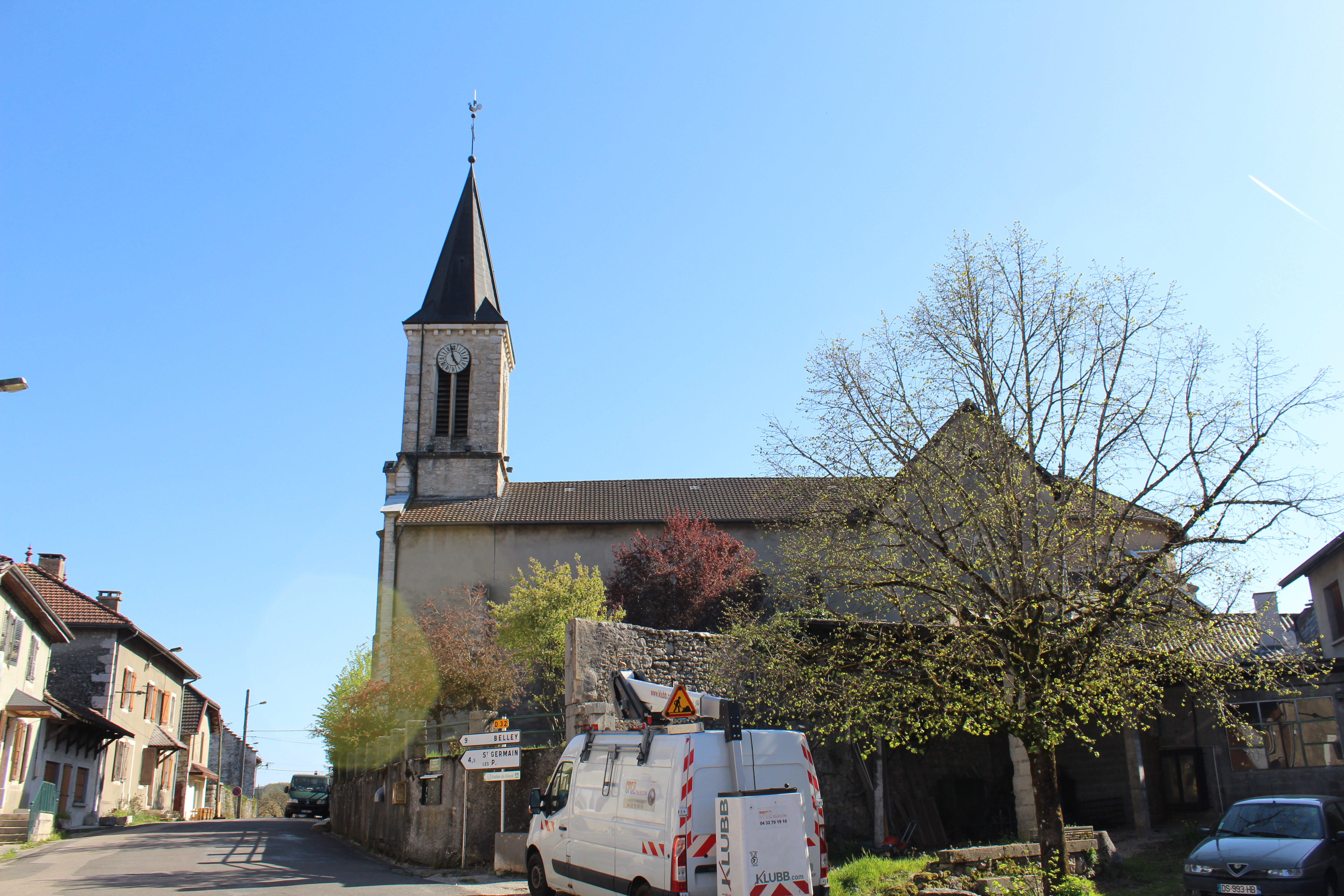
Kirche Saint-Romain
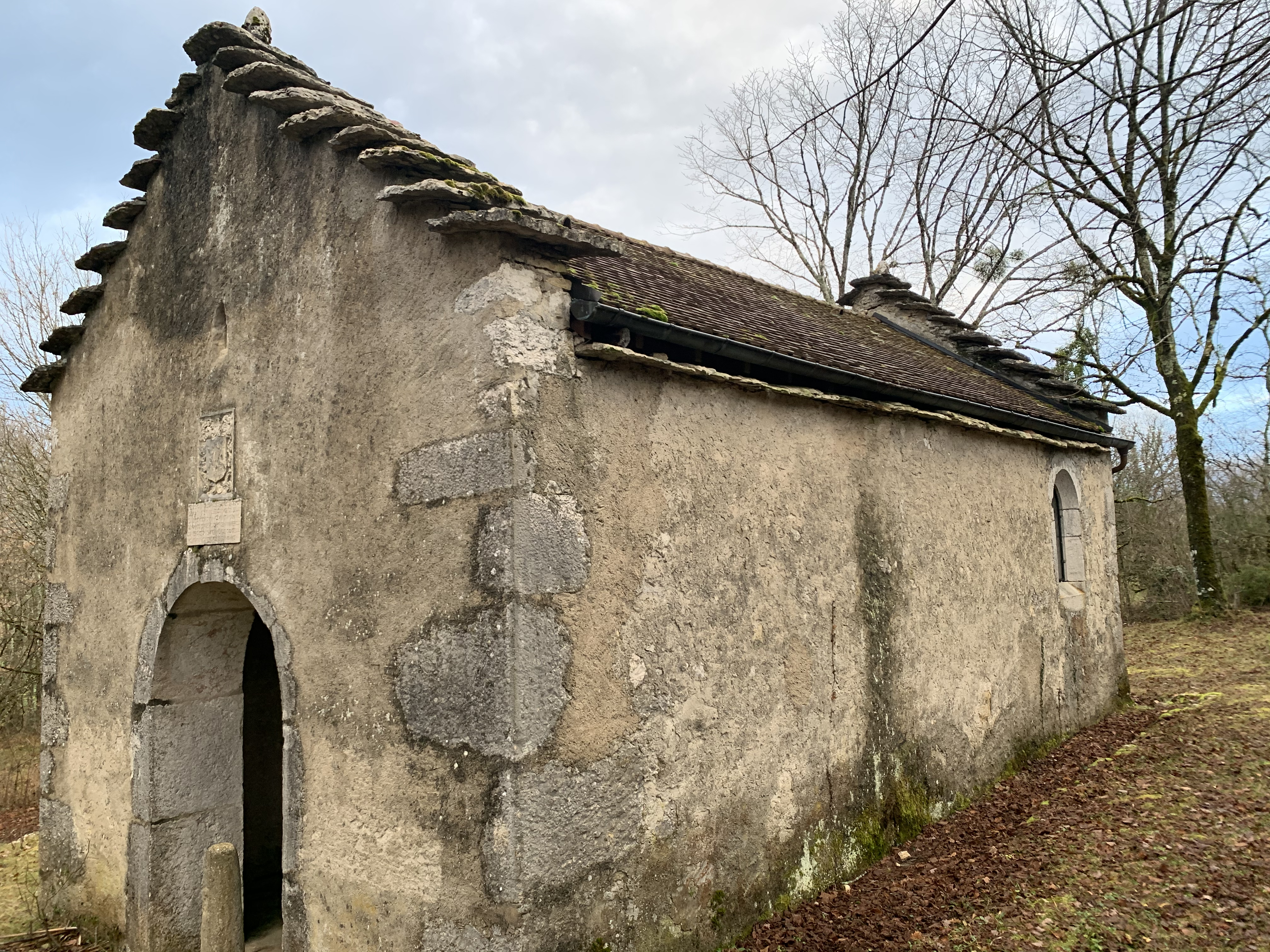
Kapelle Sainte-Anne
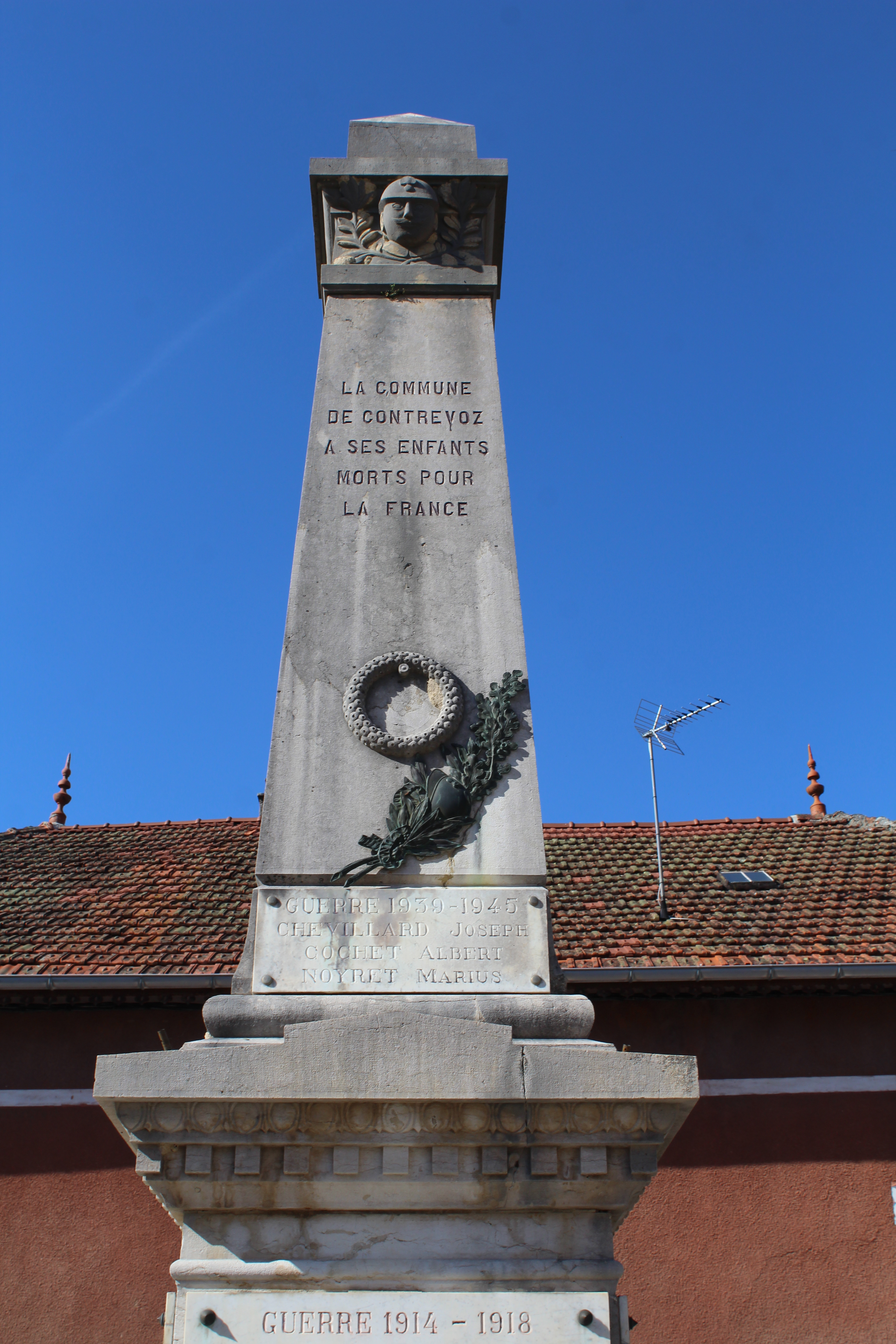
Gefallenendenkmal

## Wirtschaft
In Contrevoz gibt es zugelassene Rebflächen des Vin du Bugey.